# Vilshult
Vilshult é uma localidade da província de Blekinge, na região da Gotalândia, no sul do país.
Fica a 10 quilômetros a norte de Olofström. 
Tem várias indústrias e empresas locais.

Pertence à comuna de Olofström, no condado de Blekinge.  
Tem 1,04 quilômetros quadrados e segundo censo de 2018, havia 251 residentes.
É atravessada pela estrada nacional 15 (Halmstad – Karlshamn). 